# Tomicobia paratomicobia
Tomicobia paratomicobia är en stekelart som först beskrevs av Hagen och Caltagirone 1968.  Tomicobia paratomicobia ingår i släktet Tomicobia och familjen puppglanssteklar. Inga underarter finns listade i Catalogue of Life.